# Antonio de Gálvez y Gallardo
Antonio de Gálvez y Gallardo (ur. w 1728, zm. w 1792) – hiszpański wojskowy.
Jeden z czterech braci Gálvez, obok Matíasa (1717–1784), José (1720–1787), Miguela (1725–1792).
Antonio de Gálvez y Gallardo był hiszpańskim oficerem. Następnie pełnił funkcję gubernatora Wysp Kanaryjskich. W 1750 poślubił Marianę Ramírez de Velasco.